# USS Bougainville (CVE-100)
Авіаносець «Бугенвіль» (англ. USS Bougainville (CVE-100)) — ескортний авіаносець США часів Другої світової війни, типу «Касабланка». Названий на честь Бугенвільської кампанії.

## Історія створення
Авіаносець «Бугенвіль» був закладений 10 березня 1944 року на верфі Kaiser Shipyards у Ванкувері під ім'ям Didrickson Вау. 26 квітня 1944 року перейменований на «Бугенвіль».
Спущений на воду 22 травня 1944 року, вступив у стрій 18 червня 1944 року.

## Історія служби
Після вступу в стрій авіаносець в травні-червні 1945 року здійснював перевезення літаків для потреб тактичної групи TF-38. 5 червня 1945 року корабель отримав штормові пошкодження.
Після закінчення бойових дій корабель перевозив американських солдатів та моряків на батьківщину (операція «Magic Carpet»).
3 листопада 1946 року авіаносець був виведений в резерв. 16 червня 1955 року перекласифікований в допоміжний авіаносець CVU-100. 1 травня 1960 року корабель був виключений зі списків флоту і проданий на злам.